# Momil
Momil es un municipio de Colombia, situado en el departamento de Córdoba, al norte del país. La población fue fundada por Antonio de La Torre y Miranda en 1776, y fue elevado a la categoría de municipio en 1963.

## Toponimia
El topónimo de Momil se colocó en recuerdo de un cacique indígena llamado Momiel, así como también de las momias encontradas en el Cerro Mohán. San Antonio se debe a que el fraile Francisco Abad Ceballos llegó al territorio el día de San Antonio de Padua, que desde entonces es el patrono del municipio.

## División Político-Administrativa
Además de su Cabecera municipal. Momil tiene bajo su jurisdicción los siguientes Centros poblados:
- Betulia
- Guaymaral
- Pueblecito
- Sabaneta
- Sacana
- Trementino

## Historia

### Época precolombina
Aproximadamente hace 3.000 años, en el periodo Formativo, pobladores pertenecientes a la cultura Zenú habitaron la región, alcanzando un grado relativamente alto de desarrollo, como se pudo desprender de las investigaciones realizadas por Gerardo Reichel-Dolmatoff, en la zona conocida como Cerro Mohán, el cual se constituyó en uno de los yacimientos indígenas más importante del país. Las excavaciones y el posterior estudio de los fragmentos de utensilios hallados, permitió diferenciar dos fases culturales que abarcaban un periodo de casi 2.500 años, sus nombres, Momil I y Momil II, donde se pudo observar el paso del cultivo de la yuca al cultivo del maíz.

### Momíl I
Sociedad agrícola sedentaria, su periodo abarca desde el año 1000 a. c. hasta comienzos de la era cristiana, presenta un alto grado de desarrollo, pueblo agrícola con población bastante numerosa establecido en un poblado permanente y de una extensión considerable, no parece haber constituido un centro urbano sino un poblado numeroso de algunos centenares de habitantes, muestra una etapa ya bien desarrollada cuyos diversos aspectos hacen presuponer una larga tradición cultural anterior, probablemente estemos hablando de la Cultura primitiva San Jacinto, encontrada en el Pozón (San Marcos), la cual experimento un desarrollo en este periodo y que dio origen junto a grupos Chibchas que venían asentándose gradualmente en el territorio, a la Cultura Zenú a comienzos de la era cristiana.
La alfarería en este periodo, guarda semejanza con la alfarería de culturas de los Andes centrales del formativo pre-clásico, Observamos que en Momil I, faltan por completo metates y manos de moler, elementos que asociamos por lo general con el cultivo del maíz, estos aparecen súbitamente en gran número a comienzos de Momíl II.
En Momíl I, encontramos platos planos con borde como los platos Amazónicos empleados para elaborar el cazabe a partir de la yuca, pero no es indispensable tratándose de maíz correspondiendo ellos en su diámetro a los platos amazónicos actuales; también se encontró abundancia de artefactos destinados para raspar (raspar la yuca para volverla harina y elaborar cazabe) lo que podría asociarse con el cultivo de esta planta.
El arqueólogo Alfred Vincent Kidder, expresa la posibilidad de que el cultivo de la yuca podría haberse propagado desde la costa oriental de Sudamérica hacia Mesoamérica.

### Nuevo Reino de Granada

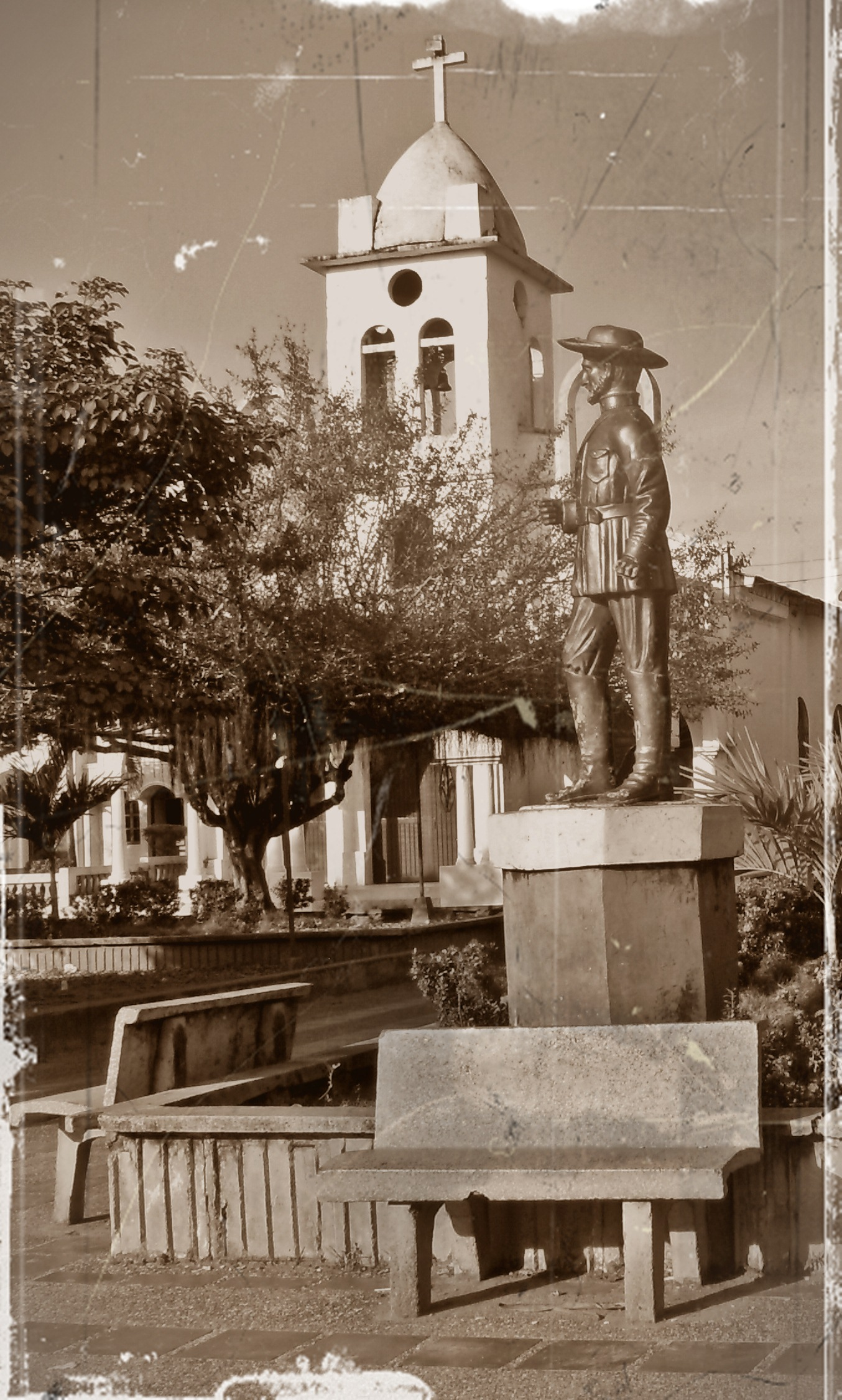
Estatua del fundador de Momil.

En sus inicios, el municipio, ocupó una extensión menor de 1 hectárea. El poblado estaba construido en un terreno areno - arcilloso, el trazado de sus calles fue obra de albañiles, con manzanas irregulares y desproporcionadas, la calle empieza ancha y termina angostándose en los extremos a medida que se aleja de la plaza central y se acercan a la ciénaga hasta encontrar su menor expresión en los barrios de pescadores, que están a su alrededor. La plaza principal sirvió de elemento regulador del desarrollo urbanístico, a su alrededor se levantaron las edificaciones del poder público y religioso y convergían los caminos que comunicaban con la zona rural del municipio. 
El pueblo indígena fue catequizado el 13 de junio de 1693 por el fraile Francisco Abad Ceballos, en terrenos de la zona del Cerro Mohán. Como quiera que el evento tuviera lugar el día de San Antonio de Padua, la población tomó el nombre de San Antonio de Momil. 
Un siglo más tarde, el 17 de noviembre de 1776, el enviado extraordinario de la Corona española, lo fundó y organizó mediante el traslado al sitio que hoy ocupa; para ello, efectuó el reparto de 808 solares, contabilizando un total de 1.664 personas. La tarea específica del español era la de entregar títulos en nombre de la Corona española, labor que no solo llevó a cabo en Momil sino en muchos de los municipios de Córdoba por él visitados, en especial los del Bajo Sinú. 
El Municipio de Momil, fue creado jurídicamente por Ordenanza 021 de 1963.

## Geografía

### Descripción física
- Extensión total: 15,5 km²
- Extensión área urbana: 0,6 km²
- Extensión área rural: 14,9 km²
- Altitud de la cabecera municipal (metros sobre el nivel del mar): 18
- Temperatura media: 28 °C
- Distancia de referencia: 78 km

El Municipio de Momil se encuentra ubicado al norte del Departamento de Córdoba, pertenece a la subregión de la Ciénaga Grande del Bajo Sinú, entre las coordenadas geográficas a los 9°14′16″ de latitud Norte y los 75°36′30″ de longitud al oeste de Greenwich, con una altura de 17 metros sobre el nivel del mar; la precipitación promedio anual es de 1200 mm, comprendiendo un territorio cuyo relieve es plano en cercanías de la ciénaga y de serranías que forman los límites con el Departamento de Sucre, los Municipios de Purísima y San Andrés de Sotavento.

Su territorio comprende una extensión de 15.500 hectáreas, según constan en los datos suministrados por el Instituto Geográfico Agustín Codazzi Seccional Córdoba, representando el 0.61% del total del departamento, de ellas un total de 4.000 comprenden territorios ubicados en la ciénaga.

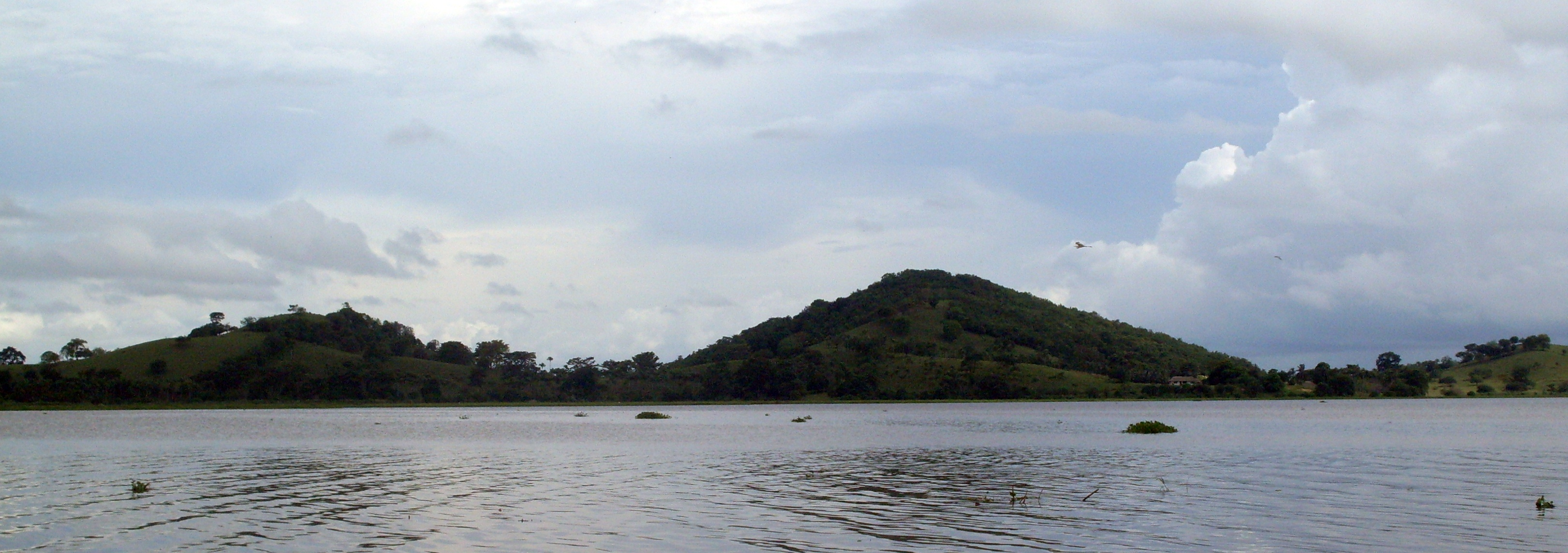
Cerro Mohan - Momil.

### Límites del municipio
- Norte: Departamento de Sucre y Municipio de Purísima.
- Oriente: Municipios de Chimá y San Andrés de Sotavento.
- Sur: Municipios de Lorica y Chimá (Terrenos de Ciénaga Grande).
- Occidente: Municipios de Lorica y Purísima.

### Momil I y Momil II

#### Momil I
Se extiende aproximadamente del 1000 A. C. al 500 A. C.; en este nivel se hallaron cerca de 300.000 fragmentos cerámicos que solo presentan una decoración en un 5% conformado junto con objetos líticos en conchas, vasos globulares de cuello estrecho, vasos semiesféricos de pintura policroma y representaron por primera vez en Colombia la técnica de la pintura negativa.

#### Momil II
Se extiende desde el 500 A. C., hasta la conquista española; se encuentra que disminuyeron los platos pandos ovulares, apareciendo los metates de piedra para moler maíz, vasos y tinajas como para almacenar la chicha. En el nivel arqueológico nivel II, se encuentra por primera vez la vasija trípode, pintaderas cilíndricas, pitos zoomorfos, adornos de doble cara que sugerían el concepto de dualismo y figuras humanas huecas.

## Cultura

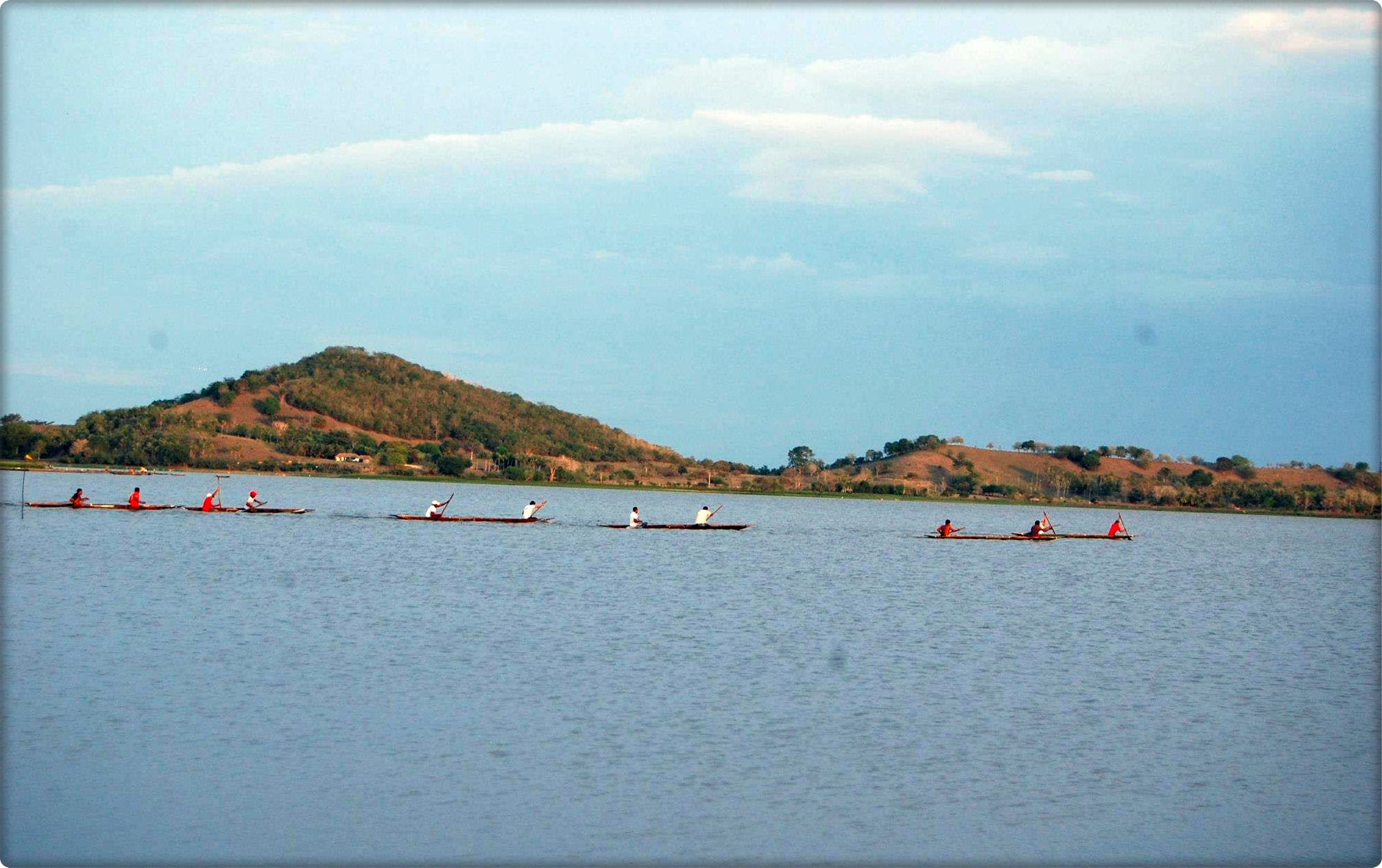
Cultura Momilera.

### Festival de la Ciénaga Grande de Momil
En Semana Santa, la Ciénaga de Momil baja su nivel y permite a la gente llegar hasta los montículos de los entierros precolombinos de esta gran cultura. Al ampliarse las playas, la población acude de paseo y de piquete. Kioscos con venta y exhibición de platos típicos del Sinú y artesanías (reproducción de vasijas y objetos de los entierros funerarios) son algunas de las atracciones que se encuentran durante las fiestas. Se lleva a cabo en Momil.

### Leyendas

#### La del playon
Trata de que en cierta época llegó a Momil un sacerdote, quien ayudó mucho a las personas, pero se fue a bañar en la Ciénaga Grande y como no sabía nadar se ahogó. Desde ese momento, en la ciénaga aparece una luz que cuando los pescadores van a trabajar por las noches se les aparece. Sin embargo, no les hace nada y en algunas ocasiones los guía de regreso a sus viviendas, por esta razón desarrollaron una fuerte fe en él.

#### El caballo de tres patas
Según la leyenda, este salía corriendo por las calles de Momil a altas horas de la noche y cuando pasaba por las viviendas se escuchaban el sonido de tres patas en el suelo y al mismo tiempo un zumbido.

#### El caimán de oro
Trata acerca de un caimán que está en la Ciénaga Grande, a muchos metros de profundidad. Se cree que es tan grande que su cabeza está en cerete y su cola en Momil.

## Servicios públicos
- Energía Eléctrica: Afinia, del grupo EPM, es la empresa prestadora del servicio de energía eléctrica.
- Gas Natural: Surtigas es la empresa distribuidora y comercializadora de gas natural en el municipio.